# Геталь, Лоран
Лоран Геталь (фр. Laurent Guétal; также известный как аббат Геталь; 12 декабря 1841, Вьен — 18 февраля 1892, Гренобль) — французский художник-пейзажист и католический священнослужитель.

## Биография
Родился в 1841 году в городе Вьен. В 1862 году был рукоположён в священники. В дальнейшем многие годы преподавал в духовной семинарии в Рондо, неподалёку от Гренобля.
Геталь увлекался живописью и, много работая на плэнере в окрестностях Гренобля, создавал реалистические пейзажи, отличавшиеся высоким художественным мастерством. В 1880-е годы он регулярно выставлял свои работы на ежегодном Парижском салоне. В 1886 году одна из работ Геталя получила награду Салона. В 1889 году пейзажи Геталя, в числе лучших полотен французских художников того времени, были отобраны для демонстрации на Всемирной выставке, состоявшейся несколько позднее в том же году. Даже приобретя определённую известность в качестве пейзажиста, Геталь никогда не оставлял своей духовной карьеры и продолжал преподавать в семинарии.
Аббат Геталь скончался в 1892 году в Гренобле. Сегодня его картины входят в собрание художественных музеев Гренобля, Вьена и некоторых других. Скульптором Эме Шарлем Эрвуа был создан мраморный бюст аббата Геталя, который сегодня также украшает гренобльский музей.

## Галерея
- Рондо. Снежный день. 1889, Музей Гренобля
- Первый снег. 1885, Музей Гренобля
- Горный пейзаж, 1882, Музей Гренобля
- Озеро во французских Альпах, 1886, Музей Гренобля
- Горная долина поблизости от Бриансона. 1887, Музей Гренобля
- Худ. Эрнест Аро. Эрнест Аро и аббат Геталь на прогулке в Рондо. 1892, Музей Гренобля
- Та же картина. Фрагмент.